# Parkville (Maryland)
Parkville és una concentració de població designada pel cens dels Estats Units a l'estat de Maryland. Segons el cens del 2000 tenia 31.118 habitants.

## Demografia
Segons el cens del 2000, Parkville tenia 31.118 habitants, 13.044 habitatges, i 8.243 famílies. La densitat de població era de 2.840,4 habitants per km².
Dels 13.044 habitatges en un 28,3% hi vivien nens de menys de 18 anys, en un 42,8% hi vivien parelles casades, en un 16,2% dones solteres, i en un 36,8% no eren unitats familiars. En el 29,8% dels habitatges hi vivien persones soles l'11,1% de les quals corresponia a persones de 65 anys o més que vivien soles. El nombre mitjà de persones vivint en cada habitatge era de 2,36 i el nombre mitjà de persones que vivien en cada família era de 2,93.
Per edats la població es repartia de la següent manera: un 22,8% tenia menys de 18 anys, un 8,9% entre 18 i 24, un 30,4% entre 25 i 44, un 20,8% de 45 a 60 i un 17,1% 65 anys o més.
L'edat mediana era de 38 anys. Per cada 100 dones de 18 o més anys hi havia 81,5 homes.
La renda mediana per habitatge era de 41.410 $ i la renda mediana per família de 50.421 $. Els homes tenien una renda mediana de 36.728 $ mentre que les dones 27.579 $. La renda per capita de la població era de 20.633 $. Entorn del 6,4% de les famílies i el 7,4% de la població estaven per davall del llindar de pobresa.

## Poblacions més properes
El següent diagrama mostra les poblacions més properes.